# Septembrie 2002
Voltaj
Acest articol este generat integral pe baza informațiilor din articolul 2002 și este actualizat periodic de un robot.
 Editările făcute în articol vor fi șterse la următoarea actualizare! Dacă doriți să faceți modificări, editați articolul-sursă.

ianuarie -
februarie -
martie -
aprilie -
mai -
iunie -
iulie -
august -
septembrie -
octombrie -
noiembrie -
decembrie
Septembrie 2002 a fost a noua lună a anului și a început într-o zi de duminică. 
Septembrie 2002

## Evenimente
- 2 septembrie: Specialiștii Institutului Clinic Fundeni au realizat, în premieră națională, un transplant de măduvă în cazul leucemiei acute.

Steagul NATO

- 10 septembrie: Elveția, cunoscută pentru neutralitatea sa, se alătură Națiunilor Unite.
- 23 septembrie: Belgia: A intrat în vigoare legea care aprobă eutanasia, Belgia fiind a doua țară din lume, după Țările de Jos, care a legalizat eutanasia.
- 26 septembrie: Feribotul senegalez supraîncărcat Le Joola s-a răsturnat în largul coastelor Gambiei; numărul estimat al morților a fost de peste 1.800 persoane.

## Nașteri
- 6 septembrie: Leylah Annie Fernandez, jucătoare de tenis canadiană
- 10 septembrie: Darius Șerban, sănier român
- 12 septembrie: Filip Ugran, pilot de curse român
- 23 septembrie: Ștefan Pănoiu, fotbalist român
- 27 septembrie: Jenna Ortega, actriță americană
- 30 septembrie: Maddie Ziegler (Madison Nicole Ziegler), actriță americană

## Decese
- 1 septembrie: Nicolae Șchiopu, 68 ani, general român (n. 1933)
- 2 septembrie: Angela Rodica Ojog-Brașoveanu, 63 ani, scriitoare română de romane polițiste (n. 1939)
- 3 septembrie: Nicolae Neacșu, 77 ani, lăutar român (n. 1924)
- 4 septembrie: Cornel Vulpe, 72 ani, actor român (n. 1930)
- 7 septembrie: Eugen Coșeriu (aka Eugenio Coseriu), 81 ani, filolog român (n. 1921)
- 12 septembrie: Grigori Entelis, 71 ani, evreu basarabean, sociolog, doctor în filosofie, profesor sovietic și moldovean (n. 1930)
- 13 septembrie: Alexander Kazanțev, 96 ani, scriitor rus de literatură SF (n. 1906)
- 14 septembrie: Sofian Boghiu, 90 ani, duhovnic ortodox și pictor bisericesc român (n. 1912)
- 14 septembrie: Lolita Torres, 72 ani, actriță și cântăreață argentiniană (n. 1930)
- 15 septembrie: James Munro (n. James William Mitchell), 76 ani, scriitor britanic (n. 1926)
- 15 septembrie: Jean Rousset, 92 ani, critic literar elvețian (n. 1910)
- 15 septembrie: Mircea Belu, 61 ani, actor român de teatru (n. 1941)
- 15 septembrie: Gustav al VI-lea Adolf al Suediei, 90 ani (n. 1882)
- 18 septembrie: Mauro Ramos (Mauro Ramos de Oliveira), 72 ani, fotbalist brazilian (n. 1930)
- 21 septembrie: Robert L. Forward (Robert Lull Forward), 70 ani, fizician american (n. 1932)
- 24 septembrie: Dezső Kemény, 77 ani, scriitor maghiar (n. 1925)
- 25 septembrie: Jacques Borel, 76 ani, scriitor francez (n. 1925)
- 30 septembrie: Meinhard Michael Moser, 78 ani, botanist și micolog austriac (n. 1924)
- 30 septembrie: Robert Battersby, 77 ani, politician britanic (n. 1924)